# Bolívar (prowincja)
Prowincja Bolívar – prowincja w Ekwadorze. Bolívar położone jest w środkowej części państwa, graniczy od północy z prowincją Cotopaxi, od wschodu z prowincjami Tungurahua i Chimborazo, od południa z Cañar i Guayas, oraz od zachodu z prowincją Los Ríos.
Prowincja podzielona jest na 7 kantonów:
1. Caluma
2. Chillanes
3. Chimbo
4. Echeandía
5. Guaranda
6. Las Naves
7. San Miguel